# 放鹤亭 (徐州)
放鹤亭位于江苏省徐州市云龙区云龙山顶，最初为北宋年间彭城隐士张天骥于元丰元年（1078）所建，苏轼曾作有《放鹤亭记》，使放鹤亭与云龙山闻名于世。明嘉靖十一年（1532）原址上重建，清康熙、同治和光绪时均予重修，今建筑面阔三间，歇山顶，前有平台，莲花柱头石栏杆围绕。亭南十余米为招鹤亭，因《放鹤亭记》有招鹤之歌而得名。